# Condensatormotor

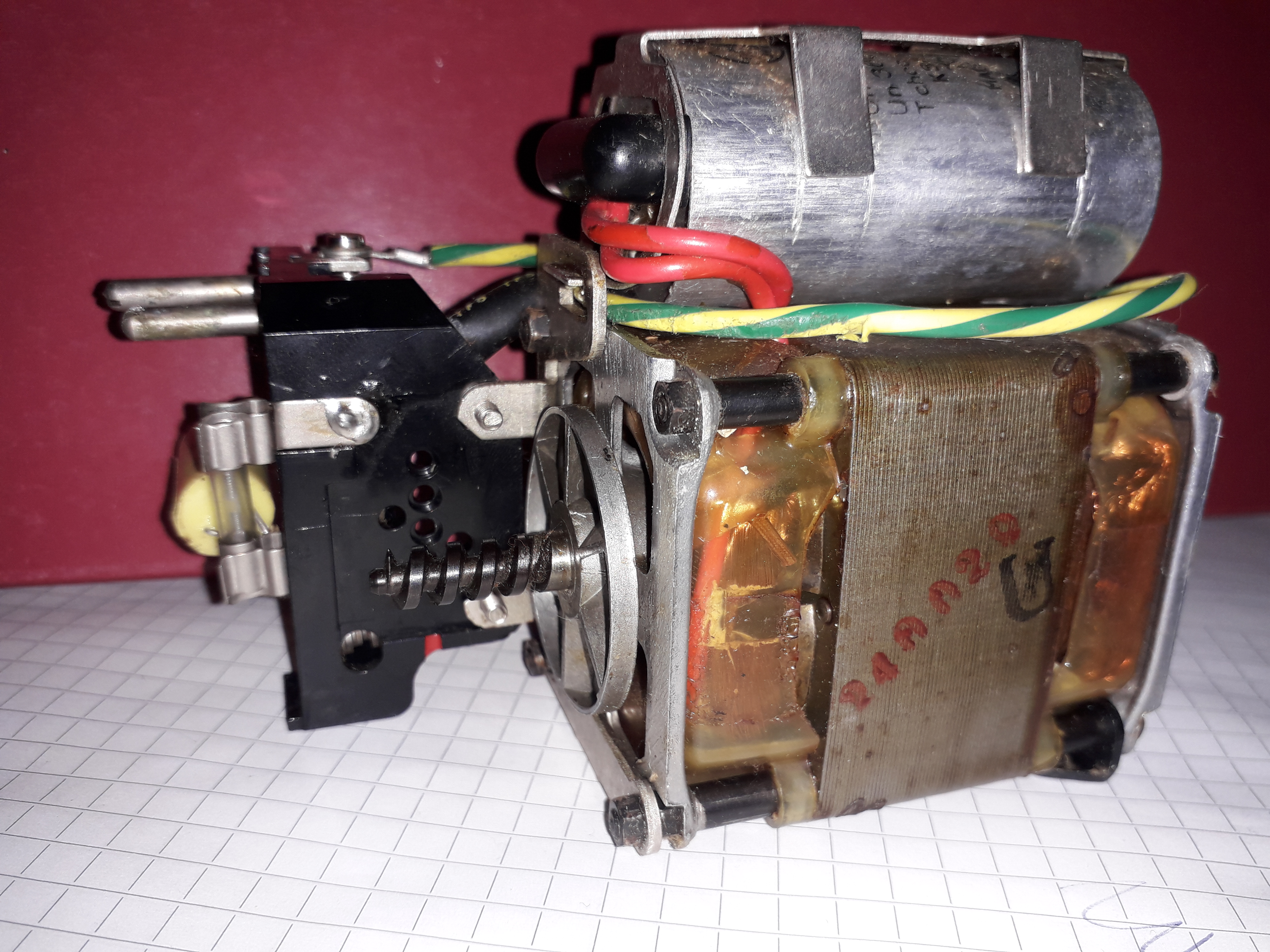
35W condensatormotor

De condensatormotor is de meest voorkomende eenfase-inductiemotor en komt vooral veel voor in woonhuizen als circulatiepomp, brandermotor, wasmachinemotor. 
De condensatormotor is een tweevelden-draaistroom-kortsluitankermotor omdat hij eveneens een kortsluitanker of kooianker bezit. Het verschil met een driefasenmotor zit in de stator. Daar waar de draaistroommotor in de stator drie spoelen heeft, verschoven over 120°, bezit de condensatormotor één hoofdwikkeling en één hulpwikkeling verschoven over 90°. De faseverschuiving van 90° tussen de hoofdwikkeling en de hulpwikkeling wordt gerealiseerd door een aangebouwde condensator die de hulpwikkeling voedt en die op het eenfase-wisselstroomnet wordt aangesloten.
Voor de waarde van deze condensator hanteert men de vuistregel: C = 50 · P, waarin de capaciteit C uitgedrukt wordt in μF (microfarad) en P het vermogen is, uitgedrukt in pk (paardenkracht).

## Principe
De wisselstroom in de statorspoel veroorzaakt een magnetisch veld dat elke halve periode van richting verandert en dan 180° draait. Dit magnetische veld (met maximale waarde Φm) kan ontbonden worden in twee draaivelden van gelijke grootte (namelijk ½Φm), die met gelijke snelheid tegen elkaar in draaien. Probleem is dat door deze draaivelden de motor niet zal aanlopen. Immers, vanuit stilstand gezien kan het veld linksom, maar ook rechtsom draaien. Het resultaat is dat de rotor stil blijft staan. Krijgt de rotor een zetje, of wordt hij op een andere wijze op gang gebracht, dan is er een draaiveld dat met de rotor meeloopt en een draaiveld dat tegen de rotor inloopt. Het eerste draaiveld is het meelopende draaiveld, het tweede het tegenlopende of inverse draaiveld.
Het meelopende draaiveld zal door het toenemen van de rotorsnelheid steeds meer de overhand krijgen ten opzichte van het tegenlopende draaiveld, totdat de motor bijna synchroon loopt met de frequentie van het statorveld. Omdat het tegenlopende draaiveld niet volledig wordt weggedempt, resulteert dit in een elliptisch draaiveld.

## Eenfasemotor met hulpwikkeling, condensator en centrifugaalschakelaar
Voor het op gang brengen van de rotor is bij dit type motor in de stator een hulp- of aanloopwikkeling aangebracht die 90° verschoven is ten opzichte van de hoofdwikkeling. Deze hulpwikkeling heeft minder wikkelingen dan de hoofdwikkeling en is in dun koperdraad gewikkeld. Na het inschakelen vloeit door beide wikkelingen een stroom. Door het verschil in constructie ontstaat een in fase verschoven veld dat de motor doet aanlopen. Na het aanlopen wordt de hulpwikkeling uitgeschakeld door middel van een centrifugaalschakelaar, omdat anders de hulpwikkeling te warm wordt. 

Schema eenfase-inductiemotor met condensator en centrifugaalschakelaar.

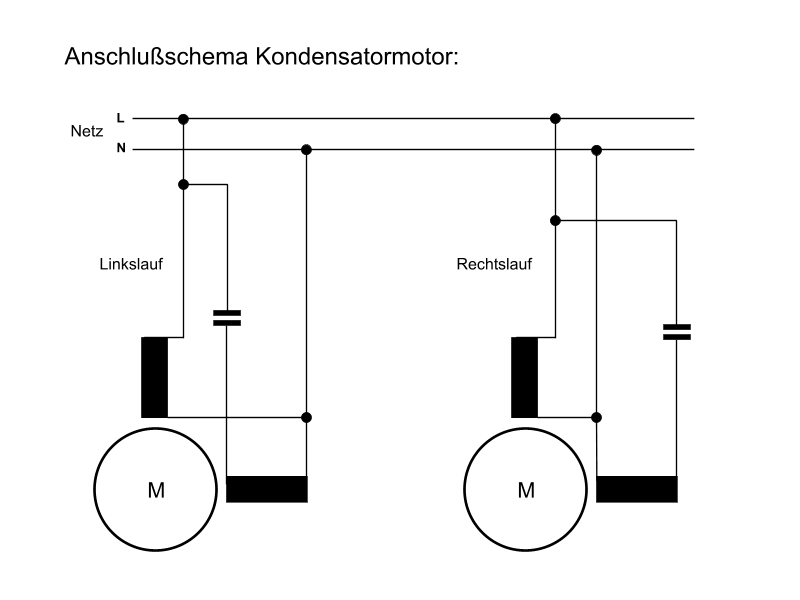
Aansluitschema condensatormotor

## Eenfasemotor met hulpwikkeling, condensator en thermisch relais
Voor het op gang brengen van de rotor is bij dit type motor in de stator een hulp- of aanloopwikkeling aangebracht die 90° verschoven is ten opzichte van de hoofdwikkeling. Deze hulpwikkeling heeft minder wikkelingen dan de hoofdwikkeling en is in dun koperdraad uitgevoerd. Na het inschakelen vloeit door beide wikkelingen een stroom. Door het verschil in constructie ontstaat een in fase verschoven veld dat de motor doet aanlopen. Na het aanlopen wordt de hulpwikkeling uitgeschakeld door middel van een thermisch relais (bimetaal) of tijdrelais omdat anders de hulpwikkeling te warm wordt.

## Eenfasemotor met hulpwikkeling en condensator
Bij dit type motor – ook wel condensatormotor genoemd – is in serie met de hulpwikkeling een aanloopcondensator geplaatst. De werking blijft hetzelfde, alleen is het aanloopkoppel groter en de aanloopstroom lager. De condensator zal een faseverschuiving tussen de hoofd- en de hulpwikkeling realiseren van 90°, waardoor er goede aanloopcondities ontstaan.
In dit geval zijn beide berekend op continubedrijf. Het voordeel hierbij is dat de condensator tijdens bedrijf dienstdoet als cos φ-compensatie.

## Eenfasemotor met hulpwikkeling op verlaagde spanning en condensator
Bij dit type condensatormotor wordt de hulpwikkeling gevoed met een verlaagde spanning van meestal 50V. In serie met de hulpwikkeling is een aanloopcondensator geplaatst. De werking blijft hetzelfde, alleen is het aanloopkoppel lager.

## Toepassingen
Eenfase-inductiemotoren met vaste condensator voor vermogens tot 1 kW worden op grote schaal toegepast in allerlei huishoudelijke apparaten en kantoormachines, zoals wasmachines, koelkasten, diepvriezers,  ventilatoren, circulatiepompen, branders, elektrische schrijfmachines en zaagmachines.